# Wesmaelius balticus
Wesmaelius balticus is een insect uit de familie van de bruine gaasvliegen (Hemerobiidae), die tot de orde netvleugeligen (Neuroptera) behoort. 
Wesmaelius balticus is voor het eerst wetenschappelijk beschreven door Tjeder in 1931.